# Tour du Poitou-Charentes 2019
Il Tour du Poitou-Charentes 2019, trentatreesima edizione della corsa, si svolse dal 27 al 30 agosto 2019 su un percorso di 658 km ripartiti in 5 tappe, con partenza da Niort e arrivo a Poitiers. Fu vinto dal francese Christophe Laporte della Cofidis davanti al suo connazionale Tony Gallopin e all'olandese Niki Terpstra.

## Tappe
| Tappa  | Data      | Percorso                                         | km    | Vincitore di tappa | Leader cl. generale |
| ------ | --------- | ------------------------------------------------ | ----- | ------------------ | ------------------- |
| 1ª     | 27 agosto | Niort > Rochefort-sur-Mer                        | 188,9 | Christophe Laporte | Christophe Laporte  |
| 2ª     | 28 agosto | Rochefort-sur-Mer > Aigre                        | 168,1 | Christophe Laporte | Christophe Laporte  |
| 3ª     | 29 agosto | Chatellerault > Pleumartin                       | 110,7 | Matteo Pelucchi    | Christophe Laporte  |
| 4ª     | 29 agosto | Leigné-les-Bois > Pleumartin (cron. individuale) | 23    | Christophe Laporte | Christophe Laporte  |
| 5ª     | 30 agosto | Aigre > Poitiers                                 | 167,4 | Andrea Pasqualon   | Christophe Laporte  |
| Totale | Totale    | Totale                                           | 658   |                    |                     |

## Dettagli delle tappe

### 1ª tappa
- 27 agosto: Niort > Rochefort-sur-Mer – 188,9 km

| Pos. | Corridore          | Squadra       | Tempo    |
| ---- | ------------------ | ------------- | -------- |
| 1    | Christophe Laporte | Cofidis       | 4h27'26" |
| 2    | Matteo Malucelli   | Caja Rural    | s.t.     |
| 3    | Lorrenzo Manzin    | Vital Concept | s.t.     |

| Pos. | Corridore          | Squadra       | Tempo    |
| ---- | ------------------ | ------------- | -------- |
| 1    | Christophe Laporte | Cofidis       | 4h27'16" |
| 2    | Matteo Malucelli   | Caja Rural    | a 4"     |
| 3    | Lorrenzo Manzin    | Vital Concept | a 6"     |

### 2ª tappa
- 28 agosto: Rochefort-sur-Mer > Aigre – 168,1 km

| Pos. | Corridore          | Squadra        | Tempo    |
| ---- | ------------------ | -------------- | -------- |
| 1    | Christophe Laporte | Cofidis        | 3h47'34" |
| 2    | Davide Cimolai     | Israel Academy | s.t.     |
| 3    | Andrea Pasqualon   | Wanty-Gobert   | s.t.     |

| Pos. | Corridore          | Squadra            | Tempo    |
| ---- | ------------------ | ------------------ | -------- |
| 1    | Christophe Laporte | Cofidis            | 8h14'40" |
| 2    | Kenny Molly        | Wallonie Bruxelles | a 11"    |
| 3    | Matteo Malucelli   | Caja Rural         | a 14"    |

### 3ª tappa
- 29 agosto: Chatellerault > Pleumartin – 110,7 km

| Pos. | Corridore        | Squadra       | Tempo    |
| ---- | ---------------- | ------------- | -------- |
| 1    | Matteo Pelucchi  | Androni Gioc. | 2h36'52" |
| 2    | Matteo Malucelli | Caja Rural    | s.t.     |
| 3    | Pierre Barbier   | Natura4Ever   | s.t.     |

| Pos. | Corridore          | Squadra            | Tempo     |
| ---- | ------------------ | ------------------ | --------- |
| 1    | Christophe Laporte | Cofidis            | 10h51'32" |
| 2    | Matteo Malucelli   | Caja Rural         | a 10"     |
| 3    | Kenny Molly        | Wallonie Bruxelles | a 11"     |

### 4ª tappa
- 29 agosto: Leigné-les-Bois > Pleumartin (cron. individuale) – 23 km

| Pos. | Corridore          | Squadra              | Tempo  |
| ---- | ------------------ | -------------------- | ------ |
| 1    | Christophe Laporte | Cofidis              | 27'28" |
| 2    | Tony Gallopin      | AG2R                 | a 13"  |
| 3    | Niki Terpstra      | Total Direct Énergie | a 21"  |

| Pos. | Corridore          | Squadra              | Tempo     |
| ---- | ------------------ | -------------------- | --------- |
| 1    | Christophe Laporte | Cofidis              | 11h19'00" |
| 2    | Tony Gallopin      | AG2R                 | a 33"     |
| 3    | Niki Terpstra      | Total Direct Énergie | a 41"     |

### 5ª tappa
- 30 agosto: Aigre > Poitiers – 167,4 km

| Pos. | Corridore        | Squadra        | Tempo    |
| ---- | ---------------- | -------------- | -------- |
| 1    | Andrea Pasqualon | Wanty-Gobert   | 3h45'36" |
| 2    | Davide Cimolai   | Israel Academy | s.t.     |
| 3    | Anthony Roux     | FDJ            | s.t.     |

| Pos. | Corridore          | Squadra              | Tempo     |
| ---- | ------------------ | -------------------- | --------- |
| 1    | Christophe Laporte | Cofidis              | 15h04'36" |
| 2    | Tony Gallopin      | AG2R                 | a 33"     |
| 3    | Niki Terpstra      | Total Direct Énergie | a 41"     |

## Classifiche finali

### Classifica generale
| Pos. | Corridore          | Squadra                | Tempo     |
| ---- | ------------------ | ---------------------- | --------- |
| 1    | Christophe Laporte | Cofidis                | 15h04'36" |
| 2    | Tony Gallopin      | Ag2r-La Mondiale       | a 33"     |
| 3    | Niki Terpstra      | Total Direct Énergie   | a 41"     |
| 4    | Miles Scotson      | FDJ                    | a 44"     |
| 5    | Yoann Paillot      | St Michel-Auber93      | a 54"     |
| 6    | Alexis Gougeard    | Ag2r-La Mondiale       | a 56"     |
| 7    | Brandon McNulty    | Rally UCH Cycling      | a 59"     |
| 8    | Matthias Brändle   | Israel Cycling Academy | a 1'07"   |
| 9    | Damien Gaudin      | Total Direct Énergie   | a 1'15"   |
| 10   | Thibault Guernalec | Team Arkéa-Samsic      | a 1'18"   |